# Lepidosaphes esakii
Lepidosaphes esakii är en insektsart som beskrevs av Takahashi 1939. Lepidosaphes esakii ingår i släktet Lepidosaphes och familjen pansarsköldlöss. Inga underarter finns listade i Catalogue of Life.